# Calathea whitei
Calathea whitei är en strimbladsväxtart som beskrevs av Henry Hurd Rusby. Calathea whitei ingår i släktet Calathea och familjen strimbladsväxter. Inga underarter finns listade.